# Jezioro Buszewskie
Jezioro Buszewskie – zbiornik wodny położony na wschód od wsi Buszewo, na terenie gminy Pniewy w województwie wielkopolskim.

## Charakterystyka
Jezioro ma kształt lekko wydłużony w kierunku północ-południe. Jego dno jest regularne, o opadających łagodnie stokach, z jednym głęboczkiem, z brzegu twarde i o niewielkiej ilości osadów. Linia brzegowa słabo rozwinięta, brzegi niskie, w znacznej części podmokłe, bezleśne.
Największą część zlewni jeziora zajmują grunty orne - 61,2%. Obszary leśne na północno-wschodnim i zachodnim brzegu jeziora stanowią 22,2% zlewni. Zabudowania w miejscowościach Buszewo i Buszewko, położone w pasie przybrzeżnym jeziora zajmują 15,8%. Na stan jeziora (od ponad 20 lat) mają wpływ zanieczyszczenia z zakładów rolnych, położonych we wsiach Buszewo i Buszewko. Źródłem zanieczyszczeń wód jeziora są także spływy powierzchniowe z pól położonych w zlewni bezpośredniej jeziora, nawożonych m.in. gnojowicą. Jezioro Buszewskie jest zbiornikiem bardzo podatnym na degradację i jednocześnie silnie zanieczyszczonym, o czym świadczy kwalifikacja do III kategorii podatności na degradację oraz pozaklasowy stan wód.
Najbardziej niekorzystnym dla jeziora parametrem jest brak stratyfikacji wód, wynikający z małej głębokości średniej jeziora - mieszanie się wody w całej objętości jeziora w ciągu roku, powoduje wyższą produktywność zbiornika, a co za tym idzie spadek jakości wody. Niekorzystna jest również długa linia brzegowa w stosunku do objętości jeziora, zwiększająca możliwość kontaktu masy wody w zbiorniku z otaczającym terenem.
Jezioro rozciąga się wzdłuż szosy Lubosina – Buszewo, duża oś jeziora jest usytuowana w kierunku południowym. Bezpośrednią zlewnię zbiornika otaczają pola uprawne i łąki oraz zabudowania dwóch wsi po przeciwległych brzegach: Buszewa i Buszewka. Spływy z pól i wsi powodują eutrofizację jego wód. Jezioro zasilają okresowo wysychające dopływy z łąk i pól, natomiast odpływ znajduje się w południowo-zachodniej części i odprowadza wody do jeziora Lubosińskiego. Zbiornik w bardzo niewielkim stopniu jest wykorzystywany w celach rekreacyjnych. Są nad nim jedynie dzikie kąpieliska i pola namiotowe.

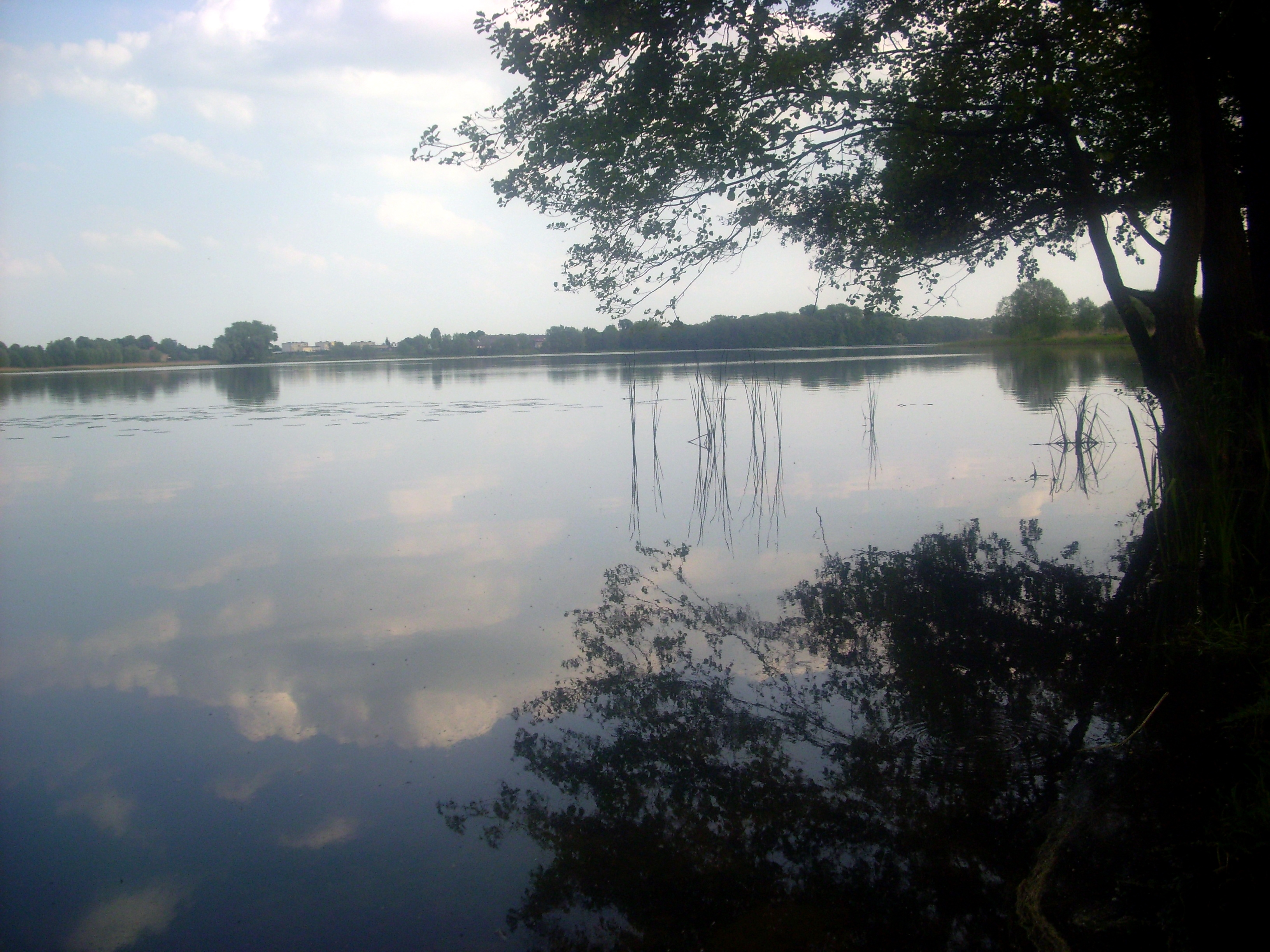
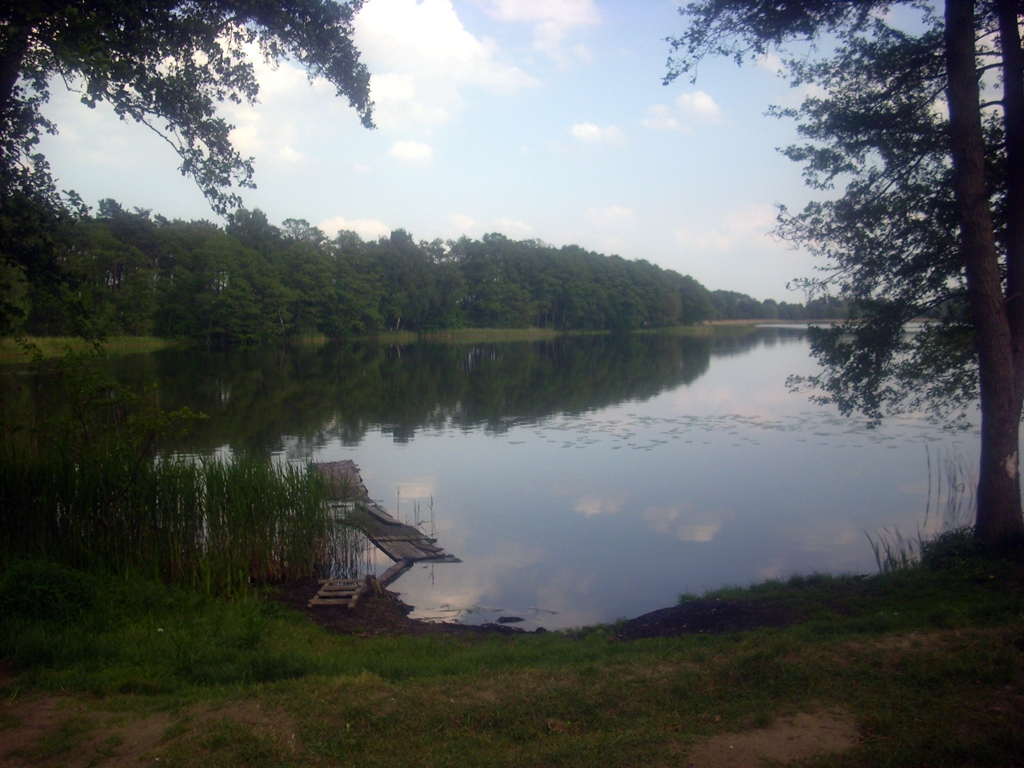